# Plomall (estri)

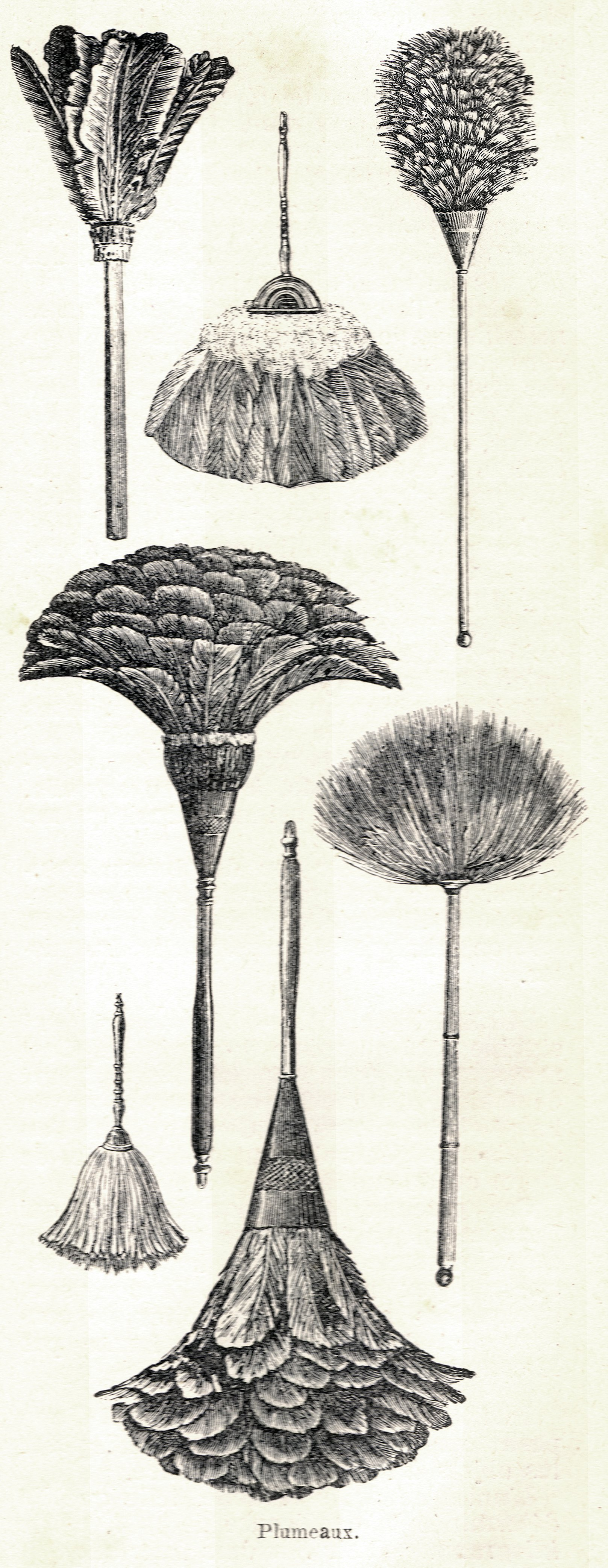
Diferents menes de plomalls.

Un plomall, plomell, plomer, plomissall, espolsador o espolseta - sovint usat en plural - (que pot ser un drap, tros de pell o aplec de llenques de roba o de pell) és una eina utilitzada per a la neteja general i la neteja domèstica.
Generalment consisteix en un mànec i un extrem al qual s'han fixat plomes naturals o artificials, que formen un ventall tridimensional que permet de llevar la pols dels mobles, netejar amb suavitat, fins i tot els racons estrets. És particularment útil per a llevar la pols de les superfícies.
Alguns dels plomalls moderns estan proveïts d'un mànec telescòpic, que els fa especialment pràctics per a esteranyinar (llevar les teranyines) i eliminar la pols en llocs de mal abastar, alts o de difícil accés.

## Tipus
A part dels plomalls sintètics, hi ha diversos tipus de plomes que s'utilitzen en els plomalls, però les plomes d'estruç són les més utilitzades. Els plomalls de plomes d'estruç són les famílies de productes bàsics industrials més valuoses.

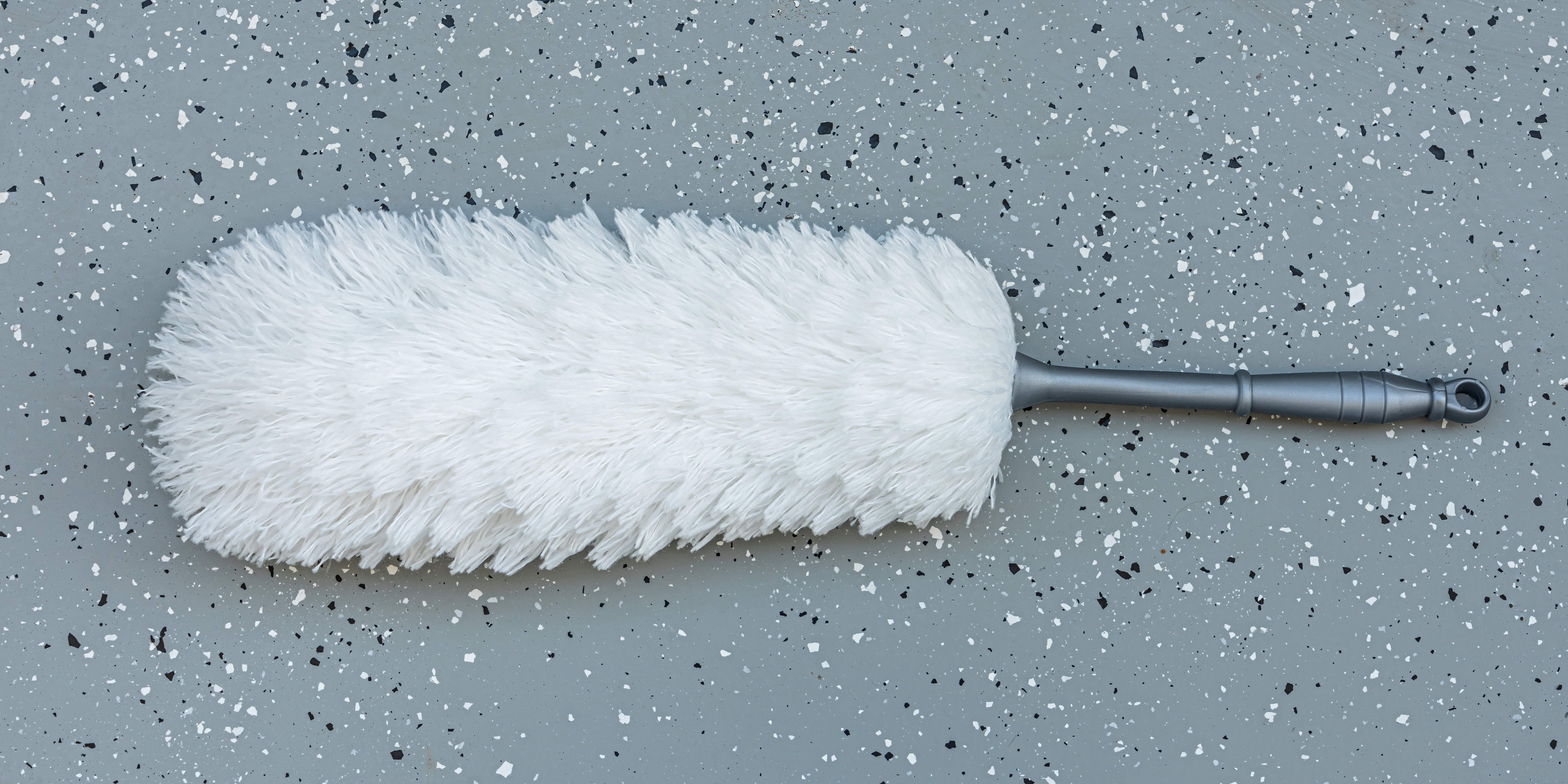
Plomall sintètic

### Plomes d'estruç negres
Aquestes plomes venen de l'estruç mascle i són molt suaus amb plomes que són més "fibroses" de la naturalesa, donant com a resultat un plomall prim.

### Plomes d'estruç grises
Aquestes plomes són més marcades que les plomes negres i es venen sovint en supermercats.

### Plomes d'estruç filoses
Aquestes plomes són les plomes més suaus i delicades i provenen de sota les ales de les aus. Aquest tipus de plomes d'estruç són les més cares i són les plomes d'estruç de més alta qualitat.

### Plomes de pollet
Aquestes plomes són més punxegudes i rígides que les plomes d'estruç, generalment es venen a preus molt baixos, i són inferiors en qualitat.